# Symphonie « Roma »
La Symphonie « Roma » ou Souvenirs de Rome, est une fantaisie symphonique en ut majeur de Georges Bizet. 
Composée entre 1860 et 1868, elle est créée le 28 février 1869 dans une version partielle à Paris sous la direction de Jules Pasdeloup et dans une version complète en 1880.

## Historique
Bizet a remporté le Prix de Rome en 1857, ce qui l'obligeait à passer les deux années suivantes à étudier gratuitement à l'Académie française à Rome, suivie d'une année d'études en Allemagne. Il n'a jamais été en Allemagne, mais est resté à Rome jusqu'en juillet 1860. Plutôt que de retourner à Paris tout de suite, il a fait des tournées à travers l'Italie, voir les lieux qu'il n'avait pas visités dans ses voyages précédents en 1858 et 1859. À Rimini, il a planifié une symphonie avec chacun des quatre mouvements dédiés à une autre ville italienne - Rome (mouvement d'ouverture), Venise (Andante), Florence (Scherzo) et Naples (finale). Il a peut-être fait quelques premières esquisses à ce moment. Quand il est arrivé à Venise, il a appris que sa mère était gravement malade, il est retourné chez lui immédiatement.
En 1861, il avait écrit le Scherzo, encore généralement considéré comme le meilleur mouvement de l'œuvre. Il a été interprété en privé en novembre 1861, et a été joué en public le 11 janvier 1863, sous la direction de Jules Pasdeloup au Cirque Napoléon, concert où Camille Saint-Saëns était présent. Il a été mal interprété et cela a provoqué une réaction hostile de la part des nombreux abonnés au concert. Néanmoins, il a été joué une autre fois le 18 janvier à la Société Nationale des Beaux-Arts, et cette fois il a reçu une réaction beaucoup plus positive.
En 1866, Bizet avait écrit sa première version de l'œuvre complète, dans laquelle le premier mouvement était un thème et variations, mais il était mécontent et se mit à entreprendre une révision totale. En 1868, il a effectué encore une fois une  révision. Trois mouvements de la partition révisée, moins le Scherzo, ont été joués le 28 février 1869, sous le titre de « Fantaisie symphonique : Souvenirs de Rome », à nouveau sous la direction de Pasdeloup. Les mouvements ont reçu des titres programmatiques : « Une chasse dans la forêt d'Ostie », « Une Procession » et « Carnaval à Rome ». Mais Bizet n'était toujours pas satisfait, et a procédé à une nouvelle révision. Au début de l'Andante (Tranquillo), il est assez clairement ressenti une atmosphère et des éléments inspirés de l'Adagio du Concerto pour clarinette en la majeur K622 de Mozart. En 1871, il semble avoir abandonné son travail de révision, se réservant pour d'autres projets.
La symphonie complète dans sa dernière version connue a été créée après sa mort, en 1875.  L'œuvre a été publiée en 1880 sous le titre de « Roma », et elle intègre probablement certaines de ses modifications apportées en 1871.

## Structure
1. Une chasse dans la forêt d'Ostie (andante tranquillo, allegro agitato)
2. Scherzo
3. Procession (andante molto)
4. Carnaval à Rome (allegro vivacissimo)

## Source
- François-René Tranchefort, Guide de la musique symphonique, Fayard 1989 p.103

## Discographie
| Année | Chef d'orchestre      | Orchestre                                     | Label             |
| ----- | --------------------- | --------------------------------------------- | ----------------- |
| 1978  | Fouat Mansourian      | Orchestre symphonique de la radio d'URSS      | Le Chant du monde |
| 1987  | Roberto Benzi         | Orchestre national Bordeaux Aquitaine         | Forlane           |
| 1988  | Jean-Claude Casadesus | Orchestre national de Lille                   | Erato             |
| 1989  | Lamberto Gardelli     | Orchestre de la radio de Munich               | Orfeo             |
| 1990  | Enrique Bátiz         | Orchestre philharmonique royal                | ASV               |
| 1993  | Michel Plasson        | Orchestre national du Capitole de Toulouse    | EMI               |
| 1999  | John Lanchbery        | Melbourne Symphony Orchestra                  | ABC classics      |
| 2000  | Ivan Anguélov         | Slovak Radio Symphony Orchestra of Bratislava | Arte Nova         |
| 2009  | Paavo Järvi           | Orchestre de Paris                            | Virgin Classics   |
| 2014  | Jean-Luc Tingaud      | RTÉ National Symphony Orchestra               | Naxos             |
| 2015  | Hans Hagen            | Vienna Colonaden Orchestra                    | Tuxedo music      |